# Рейс 175 United Airlines 11 сентября 2001 года
Рейс United Airlines 175 11 сентября 2001 года — пассажирский авиарейс, который оказался захвачен в процессе совершения терактов 11 сентября 2001 года. Он стал вторым самолётом, задействованным в теракте. Авиалайнер Boeing 767-222 авиакомпании United Airlines выполнял ежедневный утренний внутренний рейс UAL175 по маршруту Бостон—Лос-Анджелес, когда был захвачен террористами. Самолёт атаковал Южную башню Всемирного торгового центра (ВТЦ) в Нью-Йорке. В результате катастрофы погибли все 65 человек на борту самолёта и около 900 человек, находившихся в башне и рядом с ней.
Примерно через 33 минуты после взлёта угонщики ранили одну из стюардесс, ворвались в кабину пилотов и убили командира и второго пилота. Марван Аш-Шеххи, угонщик и обученный пилот, взял управление самолётом. В отличие от рейса American Airlines-011, на котором был отключён транспондер, транспондер у рейса United Airlines-175 работал; самолёт отклонился от заданной траектории полёта и через 4 минуты (в 08:51 EST) авиадиспетчеры, заметив эти изменения, сделали несколько неудачных попыток связаться с лайнером. 2 пассажира и 1 бортпроводник на борту сделали телефонные звонки из самолёта и предоставили информацию об угонщиках и ситуации на борту.
Самолёт протаранил Южную башню ВТЦ в 09:03 EST. Угон рейса UAL175 был согласован с угоном рейса AAL11, который 17 минутами ранее (в 08:46 EST) протаранил Северную башню ВТЦ. Таран Южной башни рейсом 175 был единственной катастрофой самолёта, которую видели в прямом эфире по всему миру. Именно после катастрофы рейса 175 мир осознал, что таран обоими самолётами башен ВТЦ произошёл преднамеренно. Таран и последовавший пожар, охвативший Южную башню, привели к её обрушению через 56 минут после катастрофы (в 09:59 EST), в результате чего погибли свыше 900 человек. Во время восстановительных работ на территории ВТЦ спасателями были найдены обломки самолёта и останки пассажиров рейса 175, но многие другие фрагменты тел так и не были идентифицированы.

## Угонщики

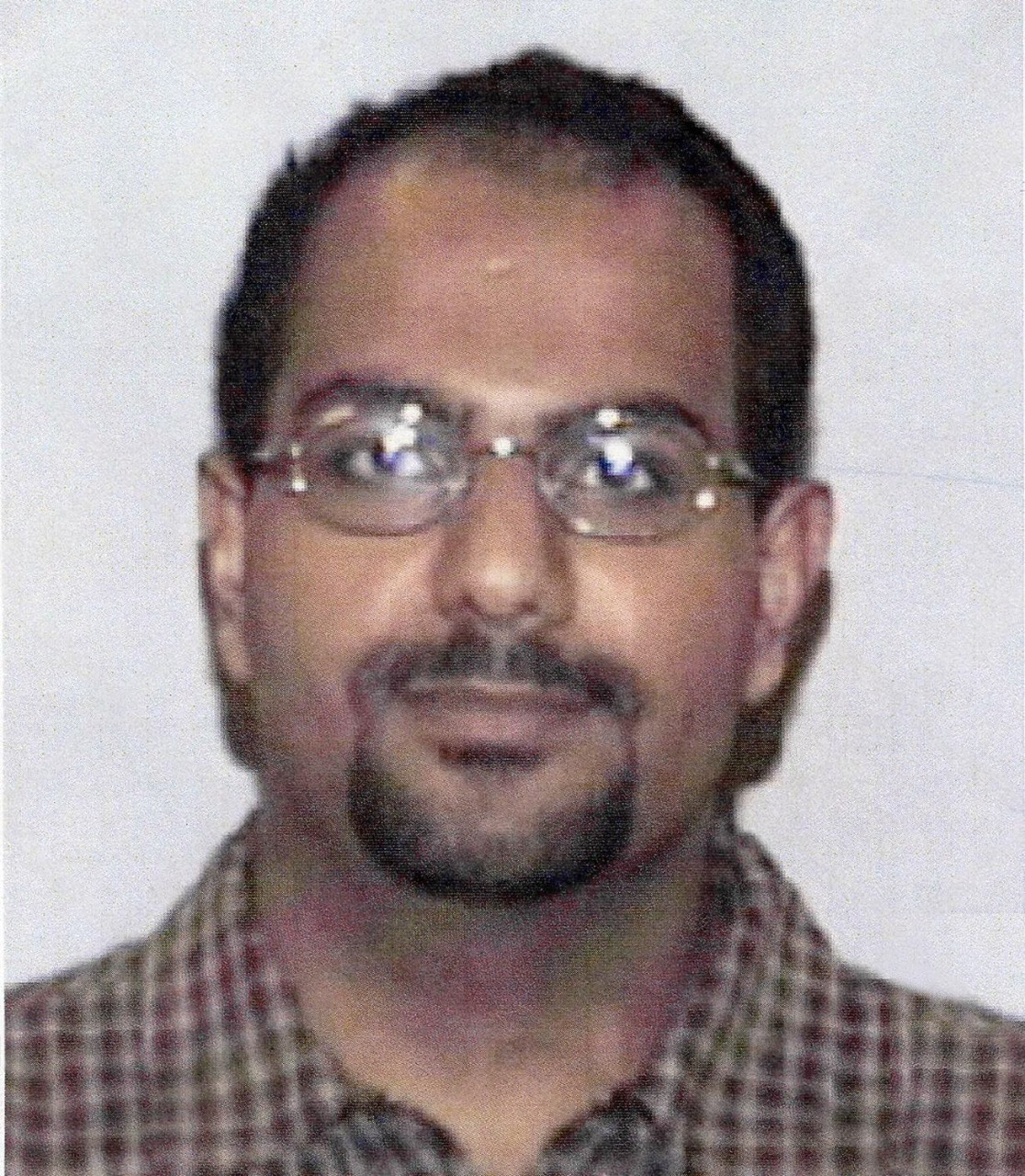
Марван Аш-Шеххи

На борту самолёта находились пять угонщиков:
- Марван Аш-Шеххи (англ. Marwan Al-Shehhi), 23 года (ОАЭ) — пилот.
- Файез Банихаммад (англ. Fayez Banihammad), 24 года (ОАЭ).
- Хамза Аль-Гамди (англ. Hamza Al-Ghamdi), 20 лет (Саудовская Аравия).
- Ахмед Аль-Гамди (англ. Ahmed Al-Ghamdi), 22 года (Саудовская Аравия).
- Моханд Аш-Шехри (англ. Mohand Al-Shehri), 22 года (Саудовская Аравия)

13 августа 2001 года Марван Аш-Шеххи приобрёл 2 четырёхдюймовых карманных ножа в магазине «Sports Authority» в Бойнтон-Бич, штат Флорида; в то же время Банихаммад купил ножи в «Wal-Mart», а Хамза Аль-Гамди купил многофункциональный инструмент «Leatherman».
В начале сентября того же года группы угонщиков рейса 175 прибыли в Бостон из Флориды. Братья Аль-Гамди приехали вместе 7 сентября и поселились в отеле «Charles Hotel» в Кембридже (Массачусетс). На следующий день они переехали в отель «Days Inn» в Бостоне. Файез Банихаммад вылетел из Флориды в Бостон вместе с Мохандом Аш-Шехри 8 сентября и они поселились в гостинице «Мильнер» в Бостоне. Марван Аш-Шеххи прибыл в Бостон 9 сентября и тоже остановился в гостинице «Мильнер», где жил в одной комнате с Мухаммедом Аттой.

## Самолёт

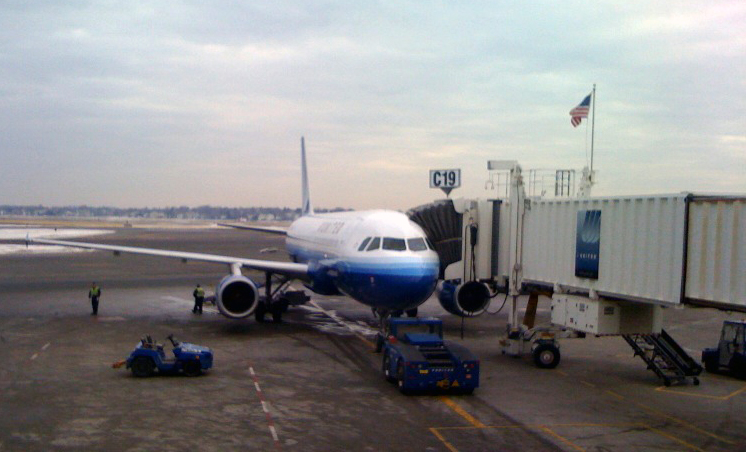
Американский флаг, установленный в настоящее время над терминалом C19 в аэропорту Логан, откуда в свой последний полёт отправился рейс 175

В тот день рейс UAL175 совершал Boeing 767-222 (регистрационный номер N612UA, заводской 21873, серийный 041). Первый полёт совершил 27 января 1983 года, 23 февраля того же года был передан авиакомпании United Airlines. Оснащён двумя турбовентиляторными двигателями Pratt & Whitney JT9D-7R4D. На день теракта/катастрофы совершил 17 569 циклов «взлёт-посадка» и налетал 66 647 часов.
Самолёт мог вместить 168 пассажиров (10 в первом классе, 32 в бизнес-классе и 126 в экономклассе), но в то утро на борту находились только 56 пассажиров и 9 членов экипажа; коэффициент загрузки составил 33 %, что значительно ниже среднего коэффициента загрузки в 49 %, который наблюдался в течение трёх месяцев, предшествовавших 11 сентября.

## Экипаж и пассажиры

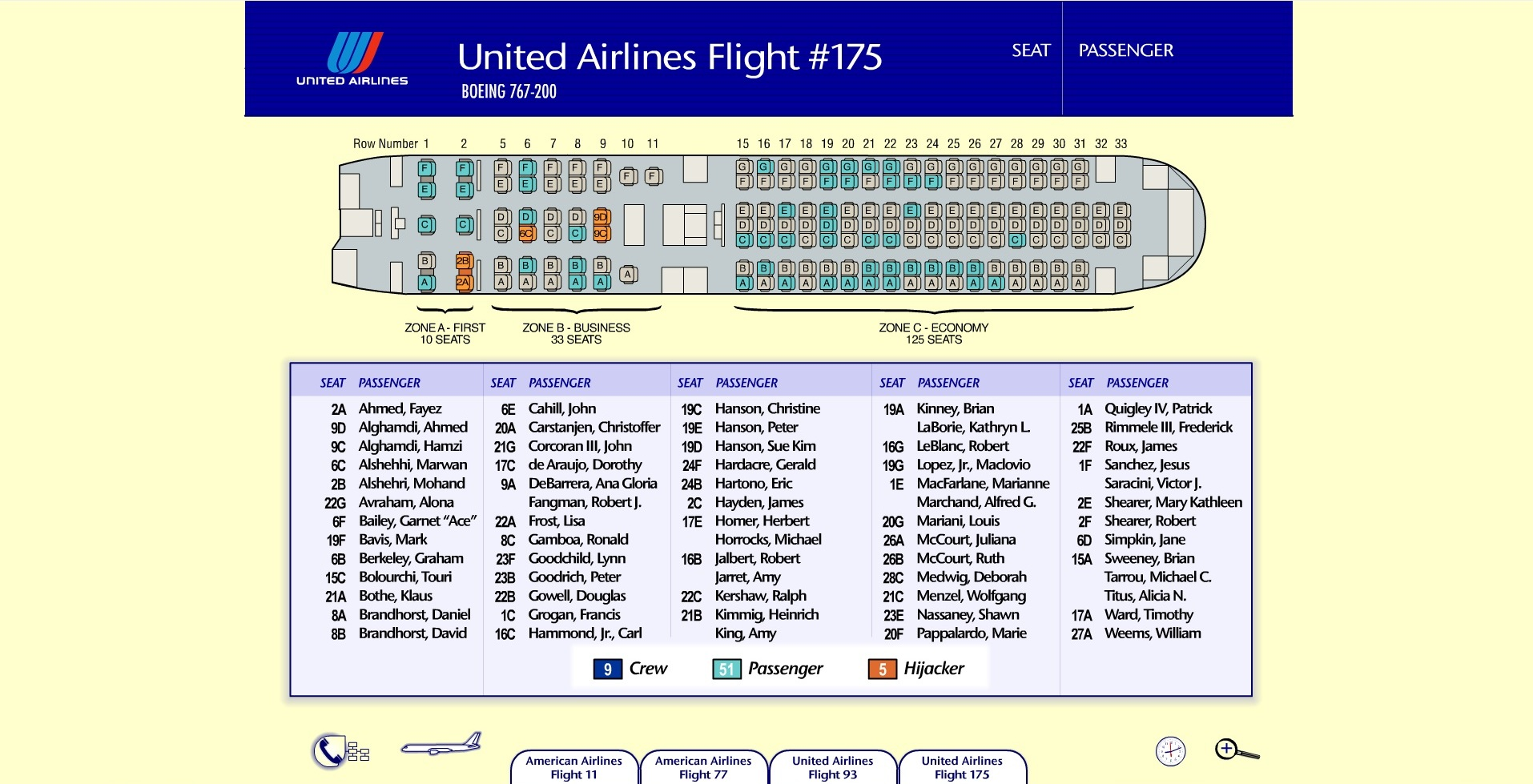
Список пассажиров рейса 175

Состав экипажа рейса UAL175 был таким:
- Командир воздушного судна (КВС) — 51-летний Виктор Дж. Сарачини (англ. Victor J. Saracini).
- Второй пилот — 38-летний Майкл Р. Хоррокс (англ. Michael R. Horrocks).

В салоне самолёта работали 7 бортпроводников:
- Роберт Дж. Фангман (англ. Robert J. Fangman), 33 года.
- Эми Н. Джаррет (англ. Amy N. Jarret), 28 лет.
- Катрин Л. Лабори (англ. Kathryn L. LaBorie), 44 года.
- Альфред Ж. Маршан (англ. Alfred G. Marchand), 44 года.
- Эми Р. Кинг (англ. Amy R. King), 29 лет.
- Майкл К. Тарроу (англ. Michael C. Tarrow), 38 лет.
- Алиша Н. Тайтус (англ. Alicia N. Titus), 28 лет[8].

| Гражданство    | Пассажиры | Экипаж | Всего |
| -------------- | --------- | ------ | ----- |
| США            | 43        | 9      | 52    |
| Германия       | 3         | 0      | 3     |
| Канада         | 1         | 0      | 1     |
| Сальвадор      | 1         | 0      | 1     |
| Индонезия      | 1         | 0      | 1     |
| Израиль        | 1         | 0      | 1     |
| Великобритания | 1         | 0      | 1     |
| Всего          | 51        | 9      | 60    |

Исключая угонщиков, на борту рейса 175 среди пассажиров были 35 мужчин, 12 женщин и трое детей в возрасте до 5 лет.

## Хронология событий

### Посадка на рейс 175
Хамза Аль-Гамди и Ахмед Аль-Гамди выписались из отеля и вызвали такси в Международный аэропорт Логан. Они прибыли в Терминал С аэропорта Логан в 06:20, Ахмед Аль-Гамди имел при себе 2 сумки. Угонщики указали, что они хотели купить билеты, хотя они уже имели при себе бумажные билеты. Они с трудом отвечали на стандартные вопросы офицера безопасности, поэтому офицер повторил вопросы очень медленно, и они дали правильные ответы. В 06:45 пилот-угонщик Марван Аш-Шеххи сдал свою сумку на проверку. В 06:52 Аш-Шеххи позвонил пилоту-захватчику рейса AAL11 Мухаммеду Атте, находившемуся в том же аэропорту. В ходе разговора террористы подтвердили, что планы атаки остаются в силе. Другие террористы (Файез Банихаммад и Моханд Аш-Шехри) прошли проверку в 06:53 (Банихаммад сдал на проверку две сумки). Ни один из угонщиков не был выбран для дополнительной проверки со стороны «Computer Assisted Passenger Prescreening System (CAPPS)».
Все 5 захватчиков заняли свои места на борту рейса 175 между 07:23 и 07:28. Банихаммад сел первым и занял место 2А в бизнес-классе, соседнее место (2В) занял Моханд Аш-Шехри. В 07:27 Марван Аш-Шеххи и Ахмед Аль-Гамди заняли места 6C и 9D соответственно (также в бизнес-классе). Через минуту (в 07:28) Хамза Аль-Гамди занял место 9С (тоже в бизнес-классе).
Лайнер должен был вылететь в Лос-Анджелес в 08:00, 51 пассажир и 5 угонщиков произвели посадку через выход № 19 терминала C. Рейс UAL175 отъехал от терминала в 07:58 и в 08:14 вылетел из Бостона с ВПП № 9 через 15 минут после вылета рейса AAL11. В 08:33 самолёт достиг эшелона FL340 (10 350 метров), с которого начинается обслуживание салона. В 08:37 авиадиспетчер спросил пилотов рейса 175, видят ли они рейс AAL11; пилоты ответили, что рейс 011 находится на высоте 9600 метров, и авиадиспетчер приказал рейсу 175 повернуть, чтобы избежать столкновения. В 08:41 пилоты также сообщили авиадиспетчеру, что слышали странную фразу в эфире: Похоже, кто-то включил микрофон и велел всем оставаться на своих местах; это было последнее радиосообщение с борта рейса UAL175.

### Захват
Захват рейса 175 произошёл между 08:42 и 08:46. Согласно «Flight 175: As the World Watched», Файез Банихаммад и Моханд Аш-Шехри убили обоих пилотов, братья Аль-Гамди согнали всех пассажиров и бортпроводников в хвостовую часть самолёта, а Марван Аш-Шеххи взял управление самолётом. В 08:47 сигнал транспондера рейса 175 изменился, затем второй раз в течение одной минуты, и лайнер начал отклоняться от назначенного курса. Но диспетчер, отвечающий за полёт, заметил это в 08:51. В отличие от рейса AAL11, на котором транспондер был отключён, рейс UAL175 продолжал передавать соответствующие сигналы и в 08:51 изменил высоту. В течение следующих трёх минут авиадиспетчер сделал 5 безуспешных попыток связаться с рейсом 175, а также стал следить за перемещением других самолётов в непосредственной близости от рейса 175.

### Угроза столкновения с другими рейсами
Вскоре после угона рейс 175 чуть не столкнулся в воздухе с рейсом DL2315 авиакомпании Delta Air Lines (летел из Хартфорда в Тампу), они разошлись на расстоянии около 100 метров. Авиадиспетчер Дэвид Боттиглиа (англ. David Bottiglia) отчаянно давал команды пилотам рейса 2315 для осуществления уклонения. Боттиглиа был первым человеком в центре управления воздушным движением, который понял, что рейс 175 был захвачен, после того как он дал ему команду осуществить поворот. Рейс 175 не ответил, а ускорился и направился к рейсу 2315. Авиадиспетчер дал команду пилотам рейса 2315: Предпринимайте любые необходимые меры для уклонения. У нас есть самолёт, о котором мы не знаем, что он делает. Он опасен для всех. За несколько минут до того, как рейс 175 протаранил Южную башню ВТЦ, он едва избежал столкновения с рейсом YX7 авиакомпании Midwest Express Airlines (летел из Милуоки в Нью-Йорк).
В 08:55 руководитель центра УВД в Нью-Йорке был уведомлен о том, что рейс UAL175 захвачен, и Дэвид Боттиглиа, следивший за полётом рейса 175, отметил, что как минимум два самолёта захвачены. К 08:58 самолёт направился к Нью-Йорку и начал снижение с высоты 9500 метров над Нью-Джерси. С того времени (примерно в 08:58, когда Аль-Шеххи завершил окончательный поворот в сторону Нью-Йорка и до момента тарана) лайнер постоянно снижался, спустившись на 8000 метров вниз всего за 5 минут 4 секунды (в среднем более 1500 м/мин). Авиадиспетчер центра УВД в Нью-Йорке Дэвид Боттиглиа сообщил, что он и его коллеги измеряли скорость снижения самолёта, и в самом конце она составила более 3000 метров в минуту. Это совершенно неслыханно для коммерческого авиалайнера.

### Телефонные звонки
Бортпроводник Роберт Дж. Фангман и два пассажира (Питер Хансон (англ. Peter Hanson) и Брайан Д. Суини (англ. Brian D. Sweeney)) осуществили телефонные звонки с борта рейса 175 с использованием телефонов, установленных в хвосте самолёта. Записи автоответчика также показывают, что пассажир Гарнет Бейли (англ. Garnet Bailey) сделал 4 попытки позвонить по телефону, пытаясь связаться со своей женой.
Бортпроводник Роберт Дж. Фангман дозвонился в офис United Airlines в Сан-Франциско в 08:52 и поговорил с Марком Поликастро (англ. Marc Policastro). Он сообщил ему об угоне и сказал, что террористы управляют самолётом, оба пилота мертвы и одна стюардесса получила ножевое ранение. Через 1 минуту и 15 секунд звонок Фангмана был отключён. Поликастро сделал несколько попыток связаться с кабиной самолёта, используя ACARS, но безуспешно.
Пассажир Брайан Д. Суини пытался дозвониться жене Джулии (англ. Julie Sweeney) в 08:58, но в итоге оставил ей сообщение на автоответчике, сказав, что самолёт был угнан. Затем он позвонил родителям в 09:00 утра и поговорил со своей мамой Луизой (англ. Louise Sweeney). Он рассказал ей о захвате и сказал, что пассажиры рассматривают возможность штурма кабины пилотов и взятия управления лайнером под свой контроль (точно так же, как пассажиры рейса UAL093, который ещё не был захвачен).
В 08:52 пассажир Питер Хансон позвонил своему отцу Ли Хансону (англ. Lee Hanson) в Истон, рассказав ему о захвате самолёта. Он с семьёй летел на этом рейсе в 19 ряду на местах C, D и Е, однако позвонил отцу с места 30E. Хансон летел с женой Сью (англ. Sue Hanson) и 2-летней дочерью Кристиной (англ. Christine Hanson), которая раньше никогда не летала на самолёте. Стараясь не паниковать, Хансон сказал, что угонщики ворвались в кабину, стюардесса получила ножевое ранение и, возможно, кто-то ещё в передней части самолёта был убит. Также он сообщил, что самолёт делает резкие манёвры. Хансон попросил своего отца, чтобы он связался с United Airlines, но тот не смог им дозвониться и позвонил в полицию.
В 09:00 Питер Хансон сделал второй звонок своему отцу:

Стало хуже, отец. Стюардесса получила ножевое ранение. У них есть ножи и спрей. Они сказали, что у них есть бомба. В самолёте становится всё хуже. Самолёт делает резкие манёвры. Я не думаю, что самолётом управляет пилот. Я думаю, что мы снижаемся. Я думаю, что они намерены отправиться в Чикаго или куда-то и врезаться в здание. Не волнуйся, папа. Если это произойдёт, это будет очень быстро… Боже мой… боже мой, боже мой.
Оригинальный текст (англ.)It's getting bad, Dad. A stewardess was stabbed. They seem to have knives and Mace. They said they have a bomb. It's getting very bad on the plane. The plane is making jerky movements. I don't think the pilot is flying the plane. I think we are going down. I think they intend to go to Chicago or someplace and fly into a building. Don't worry, Dad. If it happens, it'll be very fast… Oh my God… oh my God, oh my God.

Перед тем как звонок внезапно оборвался, Ли Хансон услышал, как закричала женщина. Через мгновение самолёт врезался в Южную башню ВТЦ.

### Катастрофа
В 09:01 (за две минуты до столкновения), когда рейс UAL175 продолжил снижение над Нижним Манхэттеном, центр в Нью-Йорке предупредил другой близлежащий центр УВД о низколетящем самолёте, о котором они следили во время полёта над Нью-Джерси, а затем над Статен-Айленд и Нью-Йоркской бухтой в его последние минуты (рейс 175 летел с юго-запада, по-видимому держа курс на Эмпайр-стейт-билдинг, но затем повернул направо и затем налево, прямо на Южную башню ВТЦ).

Рейс 175 подлетает к Южной башне за несколько секунд до столкновения

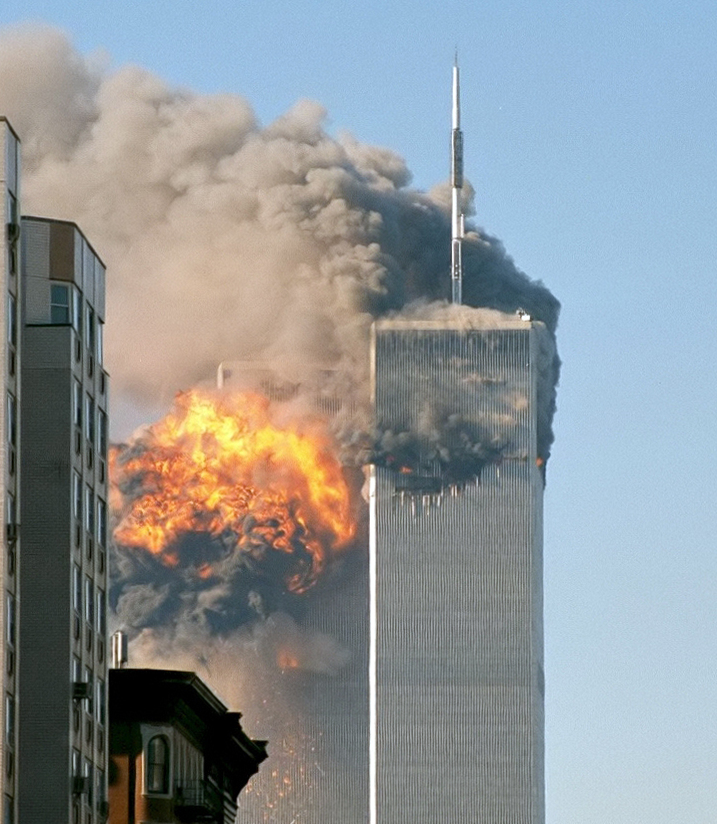
Момент столкновения рейса UA 175 с Южной башней (кадр с северной стороны)

Момент столкновения рейса UA 175 с Южной башней (кадр с северо-восточной стороны)

В 09:03:02 EST рейс UAL175 (под управлением Марвана Аш-Шеххи) на скорости около 587 миль в час (945 км/ч) врезался в южный фасад Южной башни Всемирного торгового центра (WTC 2). Имея на борту 38 000 литров авиатоплива, лайнер нанёс удар в сектор между 77-м и 85-м этажами. Все 56 пассажиров и 9 членов экипажа на борту самолёта погибли. Самым молодым пассажиром рейса 175 была 2-летняя Кристин Хансон из Гротона, а самым старшим — 80-летняя Дороти Деараухо (англ. Dorothy DeAraujo) из Лонг-Бич. Около 900 человек погибли в Южной башне ВТЦ от взрыва, пожара и обрушения башни (612 из них погибли сразу или попали в ловушку на расположенных выше этажах).
По словам очевидцев и авторов видеозаписей, самолёт накренился, чтобы выполнить левый поворот в последние минуты, так как он, возможно, в противном случае мог врезаться в другое здание или просто задеть другое здание левым крылом. Лайнер с грохотом накренился влево и те, кто сидел по левому борту, имели чёткое представление о приближении к башням ВТЦ, одна из которых уже горела, до последнего момента полёта.
Катастрофа была снята на видео с нескольких ракурсов в прямом телеэфире и на любительские камеры, в то время как около 100 фотокамер сняли самолёт за мгновения до катастрофы. Видеозапись катастрофы была много раз показана в выпусках новостей в день теракта и в последующие дни, но затем крупные новостные агентства наложили ограничения на использование данного материала.
После того как самолёт протаранил Южную башню ВТЦ, обломки самолёта, стойки шасси и фюзеляж вылетели с северной стороны башни и упали на крышу здания «Park Place» между Вест-Бродвей и Черч-стрит в 180 метрах к северу от бывшего ВТЦ, пробив её до уровня 45-47 этажей. Части самолёта уничтожили три балки перекрытий, а также серьёзно подорвали внутреннюю структуру Южной башни.

## Чрезвычайная ситуация

Пожар в Южной башне

В отличие от Северной башни, на начальном этапе одна из трёх пожарных лестниц уцелела после столкновения рейса 175 с Южной башней; это объясняется тем, что самолёт врезался в небоскрёб не прямо, а под углом (в отличие от рейса 011, врезавшегося в Северную башню прямо). Но только 18 человек с верхних этажей воспользовались данной лестницей, миновав зону поражения и покинув Южную башню до того, как она обрушилась. Один из них, Стэнли Праймнат (англ. Stanley Praimnath), был на 81-м этаже, и его офис пострадал от столкновения. Он был свидетелем того, как рейс 175 приближался к нему и в итоге оказался под завалами в своём кабинете (часть правого крыла лайнера разрушила его офис), но смог выбраться. В Северной башне выше зоны удара никто не выжил.

Момент обрушения Южной башни. Верхняя часть падает под углом к остальной башне.

Вид с северо-востока на разрушающуюся Южную башню

Некоторые люди выше зоны удара последовали наверх, к крыше, в надежде на эвакуацию вертолётами, но двери на крышу оказались заперты. Густой дым и жар также помешали спасательным вертолётам совершить посадку. В 09:59:04 EST, через 56 минут после тарана, Южная башня обрушилась.

## Последствия

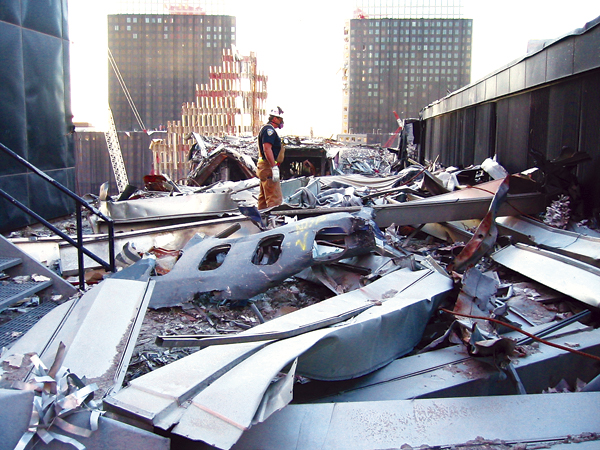
Обломки рейса 175 на крыше ВТЦ 5

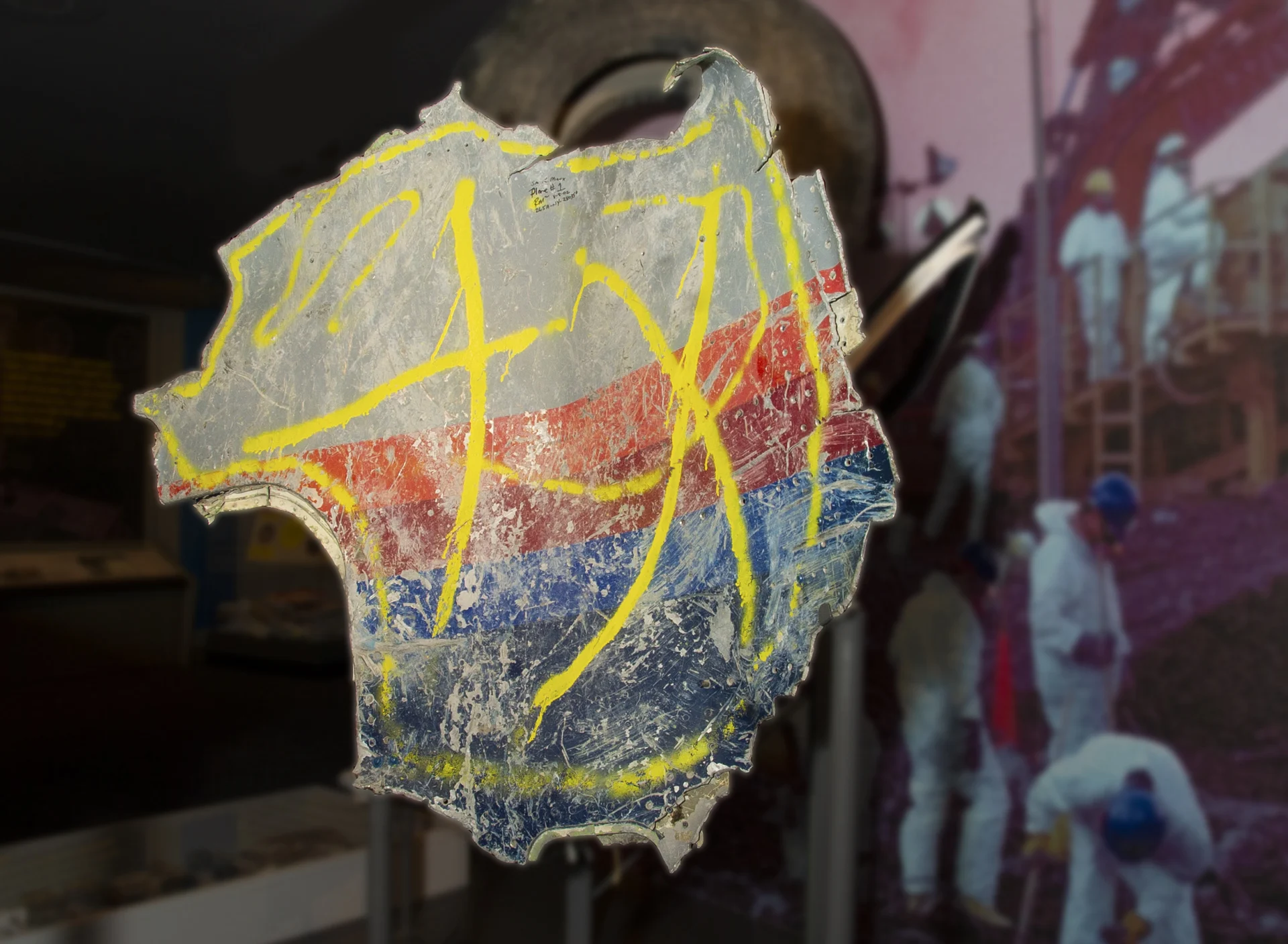
Обломок фюзеляжа

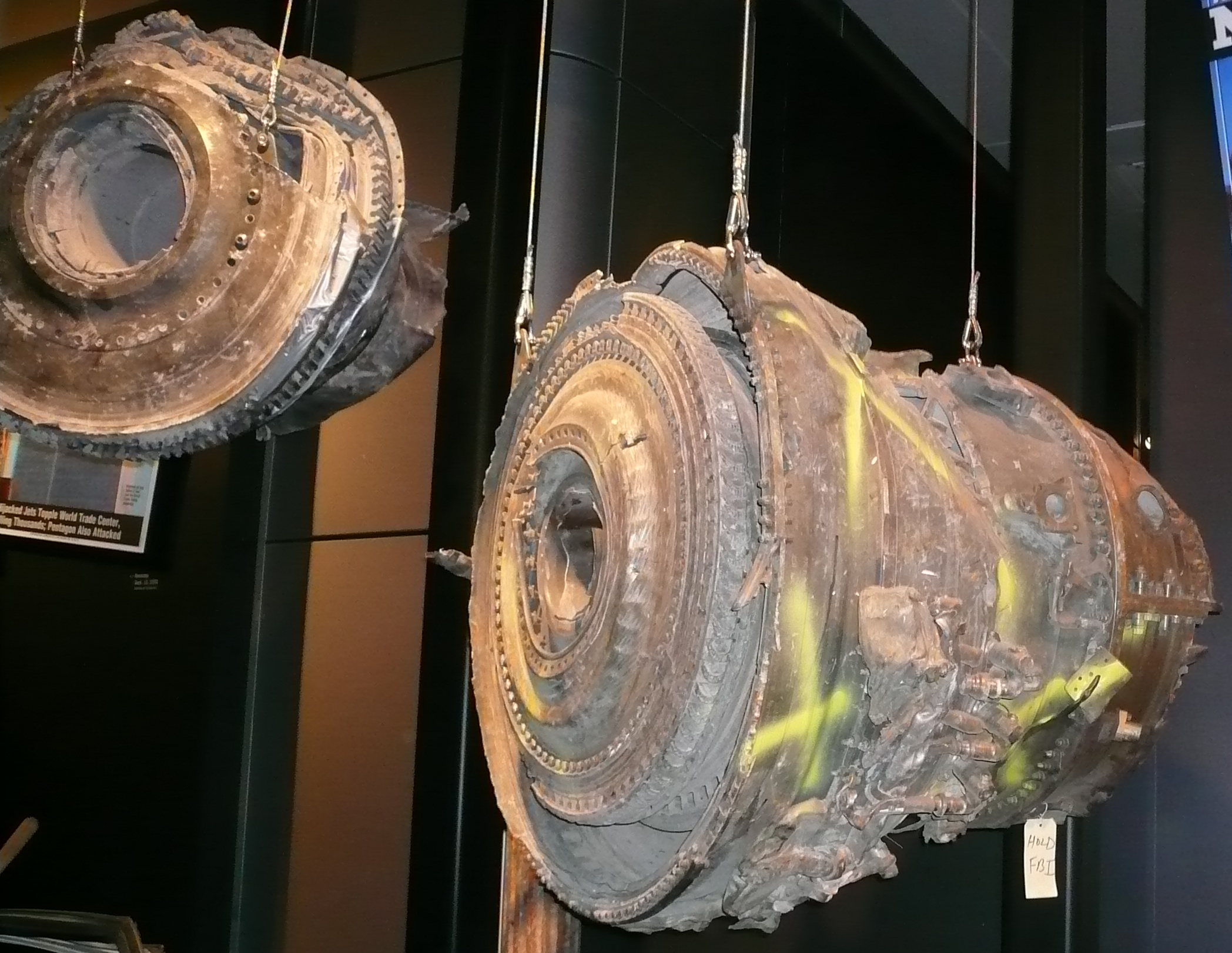
Части мотора

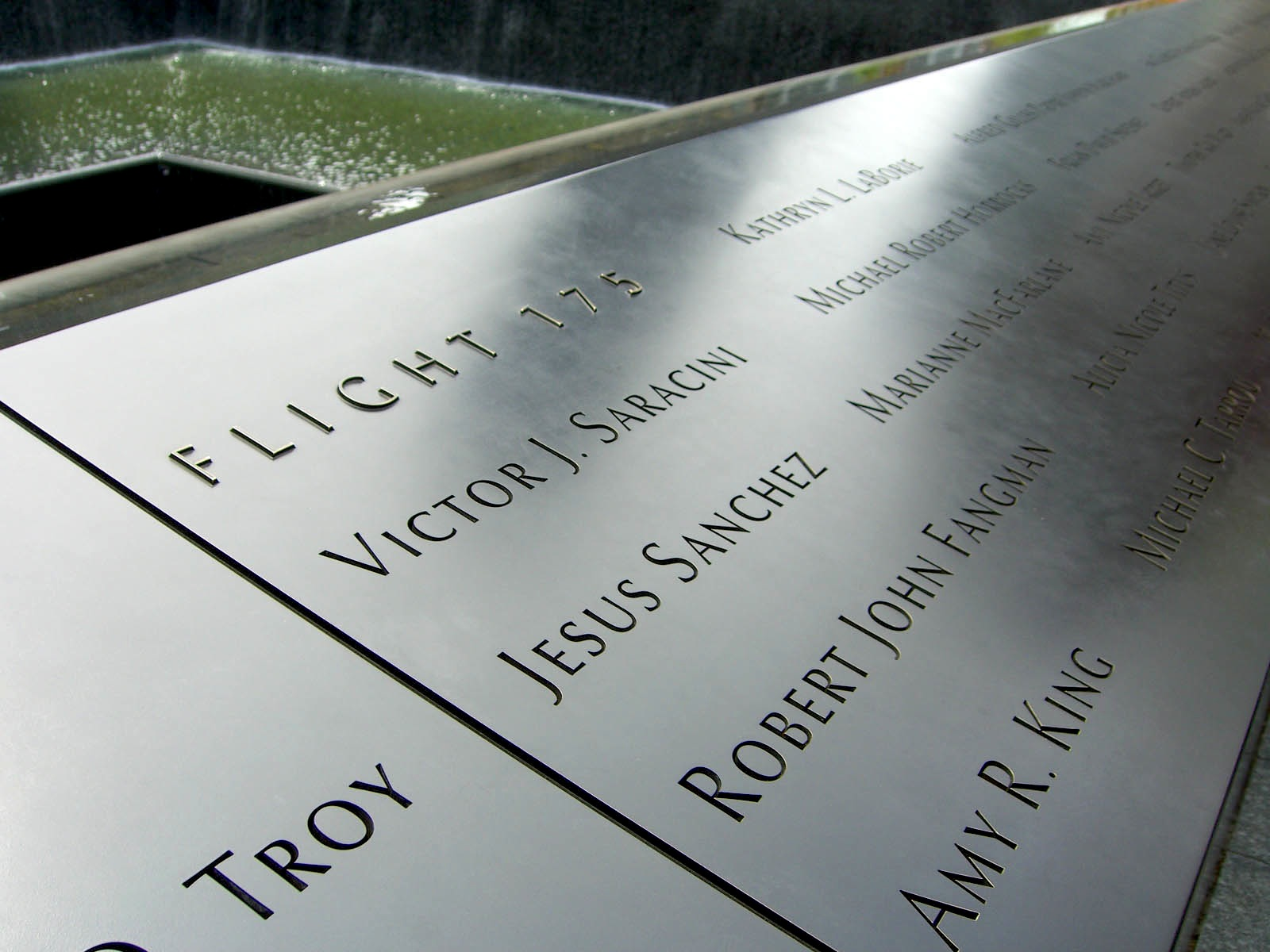
Панель S-2 на Южном бассейне Национального мемориала и музея 11 сентября (одна из трёх, на которых написан список пассажиров и членов экипажа рейса UAL175)

Оба бортовых самописца рейса 175 (также, как и самописцы рейса 011) так и не были найдены. Некоторые из обломков самолёта были обнаружены неподалёку, в том числе стойка шасси была найдена на крыше здания на углу Уэст-Бродвей и Парк-Плэйс, один из двигателей был найден на углу Чёрч и Мюррей-стрит, а часть фюзеляжа упала на крышу ВТЦ 5.
Во время поисковой операции небольшие фрагменты тел были определены как принадлежащие пассажирам рейса 175, в том числе 15-сантиметровый кусок кости Питера Хансона и небольшие фрагменты кости Лизы Фрост (англ. Lisa Frost). В 2008 году останки пассажирки рейса 175 Алоны Аврахам (англ. Alona Avraham) был идентифицированы с помощью образцов ДНК. Останки многих других, находившихся на борту рейса 175, не были найдены.
Вскоре после 11 сентября номер рейса для полётов по тому же маршруту был изменён с UAL175 на UAL1525 «из уважения к тем, кто погиб в результате нападения». С тех пор авиакомпания United Airlines изменила номера и перенесла время всех рейсов Бостон—Лос-Анджелес и ни один из утренних рейсов больше не взлетает в 08:00 утра. Этот рейс в настоящее время переименован в рейс UAL1596/1717 (по состоянию на июнь 2012 года) и осуществляется самолётами Boeing 737-800 и −900.
В мае 2011 года появилось сообщение, что United Airlines восстановила номера рейсов UAL175 и UAL93, что вызвало протест со стороны некоторых средств массовой информации и профсоюза пилотов United Airlines. В руководстве авиакомпании заявили, что восстановление данных номеров было ошибкой (это произошло случайно) и данные номера рейсов никогда не будут восстановлены.
На Национальном мемориале 11 сентября имена погибших на борту рейса 175 внесены в Южный бассейн и находятся на панелях S2—S4.

### Комментарии
1. ↑  Гражданство всех пяти угонщиков не указано
2. ↑  Здесь и далее указано Североамериканское восточное время — EST